# بول مارتن
بول مارتن (بالفرنسية: Paul Martin)‏ (ولد في 28 أغسطس 1938) هو سياسي كندي شغل منصب رئيس وزراء كندا الحادي والعشرين خلال الفترة من 12 ديسمبر عام 2003 حتى 6 فبراير عام 2006.

## السيرة المهنية

### مجلس الإدارة
في عام 1969، حصلت شركة باور كوربوريشن على حصة غالبة في شركة كندا ستيمشيب لاينز (سي إس إل). في 2 ديسمبر 1970، بول مارتن المساعد التنفيذي لرئيس شركة باور كوربوريشن، موريس سترونج، عُيّن في مجلس إدارة (سي إس إل). في عام 1971، باع حاملو أسهم الأقلية في (سي إس إل) أسهمهم المستحقة لشركة باور كوربوريشن ما جعل (سي إس إل) شركة فرعية تابعة لشركة باور كوربوريشن.

### الرئاسة
تكبدت شركة (سي إس إل) خسائرًا في عام 1972 عندما اضطرت إلى تغطية التكاليف الزائدة غير المتوقعة لبناء ثلاث ناقلات عابرات للمحيط بسعة 000,80 طن في شركة دايفي شيبّلدنغ. في 22 نوفمبر 1973، تم تعيين بول مارتن رئيسًا ومديرًا تنفيذيًا لمجموعة (سي إس إل). في عام 1974، تضررت إيرادات شركة (سي إس إل) أكثر بسبب إضراب عن العمل استمر ثمانية أسابيع في منطقة البحيرات العظمى.
وفي عام 1976، تراجعت باور كوربوريشن عن موقفها واستولت على المحفظة الاستثمارية التي بيعت لشركة (سي إس إل) قبل خمس سنوات. عادت شركة (سي إس إل) إلى الفرع العامل لشركة باور كوربوريشن.

### المكتب العام
في نوفمبر 1993، عُيِّن بول مارتن المُعاد انتخابه حديثًا في مجلس الوزراء وشغل منصب وزير المالية. وفي 1 فبراير 1994، وضع حصته في مجموعة (سي إس إل) بموجب «اتفاق إشرافي» يديره المحامون والمستشارون الماليون مع السماح له بالتدخل في صناعة القرار في الشركة إذا اقتضت الأحداث ذلك.
في يونيو 2002، أقيل مارتن من مجلس الوزراء بوصفه وزيرًا للمالية ثم سعى في وقت لاحق إلى الحصول على زعامة الحزب الليبرالي في كندا. وفي الحادي عشر من مارس 2003، أذعن مارتن إلى الضغوط العامة والإعلامية بشأن مصالحه في مجموعة (سي إس إل) وأعلن أنه سيبيع حصصه في الشركة لأبنائه الثلاثة، قائلاً إن ملكيته «من شأنها أن تؤدي إلى إلهاء غير ضروري أثناء سباق الزعامة».
في 12 ديسمبر 2003، أصبح مارتن رئيس وزراء كندا.

## الحياة السياسية

### الترشح لزعامة الحزب الليبرالي
في عام 1984، خسر الحزب الليبرالي تحت زعامة جون تورنر، فحصل على أربعين مقعدًا فقط. وتطلع العديد من الليبراليين لاستبدال تورنر بوافد سياسي جديد. تواصل مجموعة من الليبراليين الشباب مع مارتن كمرشح محتمل، ورغم أنه لم يشارك في محاولة للإطاحة بتورنر، فقد استعد لخلافته في الزعامة إذا ما أُتيح المنصب. كان العديد من الناس يعتبرون مارتن خليفة تورنر الإيديولوجي، كما كان جان كريتيان بالنسبة لبيير ترودو.
في عام 1988، انتُخب مارتن عضوًا في البرلمان لجنوب غرب مونتريال عن دائرة لاسال-إمارد. ثم أعيد انتخابه في كل الانتخابات منذ ذلك الحين دون أي صعوبة كبيرة.
كان مرشحًا في انتخابات زعامة الحزب الليبرالي الكندي في عام 1990، وخسر أمام جان كريتيان في سباق مرير أسفر عن عداوة دائمة بين الرجلين وأنصارهما. وشهدت مونتريال لحظة حاسمة في ذلك السباق الانتخابي في إطار مناظرة بين كافة المترشحين، إذ سرعان ما تحولت المناقشة إلى اتفاق ميتش ليك. حاول مارتن إرغام كريتيان على التخلي عن موقفه المتردد من الصفقة وإعلان موقفه إما لصالحها أو ضدها. وعندما رفض كريتيان الموافقة على الصفقة، بدأ المندوبون الليبراليون الشباب المحتشدون في القاعة بترديد «فيندو» (خائن بالفرنسية) و«جوداس» (في إشارة للتلميذ الذي خان يسوع في روايات الإنجيل). ألقى كريتيان باللوم على مارتن بتحريض الرد بين الحاضرين وفورة غضب مماثلة لمؤيدي مارتن في المؤتمر عندما قَبِل كريتيان زعامة الحزب، ونفى مارتن ذلك. لم يحظ كريتيان بأي شعبية في مقاطعة مسقط رأسه، رغم أن غالبية الكنديين عارضوا الاتفاق. ارتدى جان لابيير ومؤيدوه، الذين كانوا مؤيدين لمارتن، عصابات يد سوداء في المؤتمر للاحتجاج على فوز كريتيان. فقد أُحبِط اتفاق ميتش ليك رسميًا قبل يوم واحد فقط من موعد اتخاذ القرار بشأن الزعامة الليبرالية. وفي مجلس العموم، أقدم لابيير على تغيير ولائه لصالح الكتلة الكيبيكية المتشكلة حديثًا.
بعد مؤتمر الزعامة، شارك مارتن في تأليف برنامج الانتخابات «خلق الفرص»، المعروف بالعامية باسم الكتاب الأحمر. فاز الحزب الليبرالي بأغلبية ساحقة في انتخابات عام 1993.

## وصلات خارجية
- بول مارتن على موقع IMDb (الإنجليزية)
- بول مارتن على موقع الموسوعة البريطانية (الإنجليزية)
- بول مارتن على موقع مونزينجر (الألمانية)
- بول مارتن على موقع إن إن دي بي (الإنجليزية)
- بول مارتن على موقع قاعدة بيانات الفيلم (الإنجليزية)
- أرشيفات هيئة الإذاعة الكندية الرقمية – بول مارتن: رئيس الوزراء المنتظر (بالإنجليزية)
- بول مارتن - الموسوعة الكندية (بالإنجليزية)
- مرات الظهور على سي-سبان